# Saison 2016-2017 de la LHO
 (juin 2022).
Si vous disposez d'ouvrages ou d'articles de référence ou si vous connaissez des sites web de qualité traitant du thème abordé ici, merci de compléter l'article en donnant les références utiles à sa vérifiabilité et en les liant à la section « Notes et références ».
Saison précédente Saison suivante
La saison 2016-2017 est la 37e saison de hockey sur glace de la Ligue de hockey de l'Ontario (LHO). Le gagnant remporte la Coupe J.-Ross-Robertson.

## Saison régulière

### Conférence de l'Est
| Clt   | Équipe                 | PJ | V  | D  | DP | DF | BP  | BC  | Pts |
| ----- | ---------------------- | -- | -- | -- | -- | -- | --- | --- | --- |
| +001, | Petes de Peterborough  | 68 | 42 | 21 | 2  | 3  | 239 | 221 | 89  |
| +002, | Generals d'Oshawa      | 68 | 40 | 23 | 3  | 2  | 228 | 215 | 85  |
| +003, | Frontenacs de Kingston | 68 | 33 | 26 | 5  | 4  | 179 | 200 | 75  |
| +004, | Bulldogs de Hamilton   | 68 | 33 | 27 | 4  | 4  | 238 | 225 | 74  |
| +005, | 67's d'Ottawa          | 68 | 26 | 34 | 7  | 1  | 221 | 271 | 60  |

- Champion de Conférence
- Qualifié pour les séries éliminatoires

| Clt   | Équipe                    | PJ | V  | D  | DP | DF | BP  | BC  | Pts |
| ----- | ------------------------- | -- | -- | -- | -- | -- | --- | --- | --- |
| +001, | Steelheads de Mississauga | 68 | 34 | 21 | 6  | 7  | 240 | 219 | 81  |
| +002, | Wolves de Sudbury         | 68 | 27 | 34 | 7  | 0  | 207 | 265 | 61  |
| +003, | IceDogs de Niagara        | 68 | 23 | 35 | 6  | 4  | 207 | 274 | 56  |
| +004, | Battalion de North Bay    | 68 | 24 | 38 | 4  | 2  | 192 | 261 | 54  |
| +005, | Colts de Barrie           | 68 | 17 | 44 | 6  | 1  | 192 | 291 | 41  |

- Meneur de sa division
- Qualifié pour les séries éliminatoires

### Conférence de l'Ouest
| Clt   | Équipe               | PJ | V  | D  | DP | DF | BP  | BC  | Pts |
| ----- | -------------------- | -- | -- | -- | -- | -- | --- | --- | --- |
| +001, | Otters d'Érié        | 68 | 50 | 15 | 2  | 1  | 319 | 182 | 103 |
| +002, | Attack d'Owen Sound  | 68 | 49 | 15 | 2  | 2  | 297 | 177 | 102 |
| +003, | Knights de London    | 68 | 46 | 15 | 3  | 4  | 289 | 194 | 99  |
| +004, | Rangers de Kitchener | 68 | 36 | 27 | 3  | 2  | 244 | 251 | 77  |
| +005, | Storm de Guelph      | 68 | 21 | 40 | 5  | 2  | 202 | 297 | 49  |

- Champion de Conférence
- Qualifié pour les séries éliminatoires

| Clt   | Équipe                           | PJ | V  | D  | DP | DF | BP  | BC  | Pts |
| ----- | -------------------------------- | -- | -- | -- | -- | -- | --- | --- | --- |
| +001, | Greyhounds de Sault-Sainte-Marie | 68 | 48 | 16 | 3  | 1  | 287 | 208 | 100 |
| +002, | Spitfires de Windsor             | 68 | 41 | 19 | 5  | 3  | 232 | 185 | 90  |
| +003, | Firebirds de Flint               | 68 | 32 | 28 | 3  | 5  | 229 | 242 | 72  |
| +004, | Sting de Sarnia                  | 68 | 31 | 30 | 6  | 1  | 257 | 277 | 69  |
| +005, | Spirit de Saginaw                | 68 | 27 | 32 | 7  | 2  | 204 | 248 | 63  |

- Meneur de sa division
- Qualifié pour les séries éliminatoires

### Meilleurs pointeurs
| Joueur         | Équipe               | PJ | B  | A  | Pts | Pun |
| -------------- | -------------------- | -- | -- | -- | --- | --- |
| Alex DeBrincat | Otters d'Érié        | 63 | 65 | 62 | 127 | 49  |
| Taylor Raddysh | Otters d'Érié        | 58 | 42 | 67 | 109 | 67  |
| Adam Mascherin | Rangers de Kitchener | 65 | 35 | 65 | 100 | 20  |
| Petrus Palmu   | Attack d'Owen Sound  | 62 | 40 | 58 | 98  | 34  |
| Nick Suzuki    | Attack d'Owen Sound  | 65 | 45 | 51 | 96  | 10  |
| Jordan Kyrou   | Sting de Sarnia      | 66 | 30 | 64 | 94  | 36  |
| Ryan Moore     | Firebirds de Flint   | 68 | 39 | 51 | 90  | 57  |
| Cliff Pu       | Knights de London    | 63 | 35 | 51 | 86  | 36  |
| Kole Sherwood  | Firebirds de Flint   | 60 | 33 | 52 | 85  | 60  |
| Kevin Hancock  | Attack d'Owen Sound  | 68 | 30 | 55 | 85  | 14  |

### Meilleurs gardiens
| Gardien          | Équipe                         | PJ | Min   | V  | D  | DP | DF | Bl | Moy  | %Arr |
| ---------------- | ------------------------------ | -- | ----- | -- | -- | -- | -- | -- | ---- | ---- |
| Michael McNiven  | Attack d'Owen Sound            | 54 | 3 184 | 41 | 9  | 2  | 2  | 6  | 2,30 | 91.5 |
| Michael DiPietro | Spitfires de Windsor           | 51 | 2 935 | 30 | 12 | 4  | 2  | 6  | 2,35 | 91.7 |
| Troy Timpano     | Otters d'Érié                  | 44 | 2 559 | 36 | 8  | 0  | 0  | 4  | 2,37 | 90.1 |
| Tyler Parsons    | Knights de London              | 34 | 2 000 | 23 | 6  | 2  | 3  | 4  | 2,37 | 92.5 |
| Matthew Villalta | Greyhounds de Sault Ste. Marie | 33 | 1 795 | 25 | 3  | 0  | 0  | 1  | 2,41 | 91.8 |

## Séries éliminatoires
|  | Huitièmes de finale              | Huitièmes de finale       |                                  |   | Quarts de finale | Quarts de finale |  |  | Demi-finales | Demi-finales |  |  | Finale | Finale |
|  | Huitièmes de finale              | Huitièmes de finale       |                                  |   | Quarts de finale | Quarts de finale |  |  | Demi-finales | Demi-finales |  |  | Finale | Finale |
|  |                                  |                           |                                  |   |                  |                  |  |  |              |              |  |  |        |        |
|  |                                  |                           |                                  |   |                  |                  |  |  |              |              |  |  |        |        |
|  |                                  |                           |                                  |   |                  |                  |  |  |              |              |  |  |        |        |
|  | Petes de Peterborough            | 4                         |                                  |   |                  |                  |  |  |              |              |  |  |        |        |
|  | Petes de Peterborough            | 4                         |                                  |   |                  |                  |  |  |              |              |  |  |        |        |
|  | IceDogs de Niagara               | 0                         |                                  |   |                  |                  |  |  |              |              |  |  |        |        |
|  | IceDogs de Niagara               | 0                         | Petes de Peterborough            | 4 |                  |                  |  |  |              |              |  |  |        |        |
|  |                                  |                           | Petes de Peterborough            | 4 |                  |                  |  |  |              |              |  |  |        |        |
|  |                                  | Frontenacs de Kingston    | 0                                |   |                  |                  |  |  |              |              |  |  |        |        |
|  | Frontenacs de Kingston           | Frontenacs de Kingston    | 0                                | 4 |                  |                  |  |  |              |              |  |  |        |        |
|  | Frontenacs de Kingston           |                           |                                  | 4 |                  |                  |  |  |              |              |  |  |        |        |
|  | Bulldogs de Hamilton             | 3                         |                                  |   |                  |                  |  |  |              |              |  |  |        |        |
|  | Bulldogs de Hamilton             | 3                         | Petes de Peterborough            | 0 |                  |                  |  |  |              |              |  |  |        |        |
|  |                                  |                           | Petes de Peterborough            | 0 |                  |                  |  |  |              |              |  |  |        |        |
|  |                                  | Steelheads de Mississauga | 4                                |   |                  |                  |  |  |              |              |  |  |        |        |
|  | Steelheads de Mississauga        | Steelheads de Mississauga | 4                                | 4 |                  |                  |  |  |              |              |  |  |        |        |
|  | Steelheads de Mississauga        |                           |                                  | 4 |                  |                  |  |  |              |              |  |  |        |        |
|  | 67's d'Ottawa                    | 2                         |                                  |   |                  |                  |  |  |              |              |  |  |        |        |
|  | 67's d'Ottawa                    | 2                         | Steelheads de Mississauga        | 4 |                  |                  |  |  |              |              |  |  |        |        |
|  |                                  |                           | Steelheads de Mississauga        | 4 |                  |                  |  |  |              |              |  |  |        |        |
|  |                                  | Generals d'Oshawa         | 1                                |   |                  |                  |  |  |              |              |  |  |        |        |
|  | Generals d'Oshawa                | Generals d'Oshawa         | 1                                | 4 |                  |                  |  |  |              |              |  |  |        |        |
|  | Generals d'Oshawa                |                           |                                  | 4 |                  |                  |  |  |              |              |  |  |        |        |
|  | Wolves de Sudbury                | 2                         |                                  |   |                  |                  |  |  |              |              |  |  |        |        |
|  | Wolves de Sudbury                | 2                         | Steelheads de Mississauga        | 1 |                  |                  |  |  |              |              |  |  |        |        |
|  |                                  |                           | Steelheads de Mississauga        | 1 |                  |                  |  |  |              |              |  |  |        |        |
|  |                                  | Otters d'Érié             | 4                                |   |                  |                  |  |  |              |              |  |  |        |        |
|  | Otters d'Érié                    | Otters d'Érié             | 4                                | 4 |                  |                  |  |  |              |              |  |  |        |        |
|  | Otters d'Érié                    |                           |                                  | 4 |                  |                  |  |  |              |              |  |  |        |        |
|  | Sting de Sarnia                  | 0                         |                                  |   |                  |                  |  |  |              |              |  |  |        |        |
|  | Sting de Sarnia                  | 0                         | Otters d'Érié                    | 4 |                  |                  |  |  |              |              |  |  |        |        |
|  |                                  |                           | Otters d'Érié                    | 4 |                  |                  |  |  |              |              |  |  |        |        |
|  |                                  | Knights de London         | 3                                |   |                  |                  |  |  |              |              |  |  |        |        |
|  | Knights de London                | Knights de London         | 3                                | 4 |                  |                  |  |  |              |              |  |  |        |        |
|  | Knights de London                |                           |                                  | 4 |                  |                  |  |  |              |              |  |  |        |        |
|  | Spitfires de Windsor             | 3                         |                                  |   |                  |                  |  |  |              |              |  |  |        |        |
|  | Spitfires de Windsor             | 3                         | Otters d'Érié                    | 4 |                  |                  |  |  |              |              |  |  |        |        |
|  |                                  |                           | Otters d'Érié                    | 4 |                  |                  |  |  |              |              |  |  |        |        |
|  |                                  | Attack d'Owen Sound       | 2                                |   |                  |                  |  |  |              |              |  |  |        |        |
|  | Greyhounds de Sault-Sainte-Marie | Attack d'Owen Sound       | 2                                | 4 |                  |                  |  |  |              |              |  |  |        |        |
|  | Greyhounds de Sault-Sainte-Marie |                           |                                  | 4 |                  |                  |  |  |              |              |  |  |        |        |
|  | Firebirds de Flint               | 1                         |                                  |   |                  |                  |  |  |              |              |  |  |        |        |
|  | Firebirds de Flint               | 1                         | Greyhounds de Sault-Sainte-Marie | 2 |                  |                  |  |  |              |              |  |  |        |        |
|  |                                  |                           | Greyhounds de Sault-Sainte-Marie | 2 |                  |                  |  |  |              |              |  |  |        |        |
|  |                                  | Attack d'Owen Sound       | 4                                |   |                  |                  |  |  |              |              |  |  |        |        |
|  | Attack d'Owen Sound              | Attack d'Owen Sound       | 4                                | 4 |                  |                  |  |  |              |              |  |  |        |        |
|  | Attack d'Owen Sound              |                           |                                  | 4 |                  |                  |  |  |              |              |  |  |        |        |
|  | Rangers de Kitchener             | 1                         |                                  |   |                  |                  |  |  |              |              |  |  |        |        |
|  | Rangers de Kitchener             | 1                         |                                  |   |                  |                  |  |  |              |              |  |  |        |        |

## Trophées LHO
| Coupe J.-Ross-Robertson, remis au vainqueur des séries éliminatoires :                                | Otters d'Érié                                          |
| Trophée Hamilton Spectator, remis au champion de la saison régulière :                                | Otters d'Érié                                          |
| Trophée Bobby-Orr, remis au vainqueur de la finale de la Conférence de l'Est :                        | Steelheads de Mississauga                              |
| Trophée Wayne-Gretzky, remis au vainqueur de la finale de la Conférence de l'Ouest :                  | Otters d'Érié                                          |
| Trophée Emms, remis au champion de la Division Centrale en saison régulière :                         | Steelheads de Mississauga                              |
| Trophée Leyden, remis au champion de la Division Est en saison régulière :                            | Petes de Peterborough                                  |
| Trophée Holody, remis au champion de la Division Mid-Ouest en saison régulière :                      | Otters d'Érié                                          |
| Trophée Bumbacco, remis au champion de la Division Ouest en saison régulière :                        | Greyhounds de Sault Ste. Marie                         |
| Trophée Red-Tilson, remis au meilleur joueur :                                                        | Alex DeBrincat (Otters d'Érié)                         |
| Trophée Eddie-Powers, remis au meilleur pointeur :                                                    | Alex DeBrincat (Otters d'Érié)                         |
| Trophée Matt-Leyden, remis au meilleur entraîneur :                                                   | Ryan McGill (Attack d'Owen Sound)                      |
| Trophée Jim-Mahon, remis à l'ailier droit qui inscrit le plus de buts :                               | Alex DeBrincat (Otters d'Érié)                         |
| Trophée Max-Kaminsky, remis au meilleur défenseur :                                                   | Darren Raddysh (Otters d'Érié)                         |
| Prix du gardien de la saison de la LHO, remis au meilleur gardien :                                   | Michael McNiven (Attack d'Owen Sound)                  |
| Trophée Jack-Ferguson, remis au premier choix de repêchage de la LHO :                                | Ryan Suzuki (Colts de Barrie)                          |
| Trophée Dave-Pinkney, remis aux gardiens de l'équipe ayant encaissé le moins de but :                 | Michael McNiven et Emanuel Vella (Attack d'Owen Sound) |
| Trophée de la famille Emms, remis à la meilleure recrue :                                             | Ryan Merkley (Storm de Guelph)                         |
| Trophée F.-W.-« Dinty »-Moore, remis au gardien recrue ayant la plus basse moyenne de buts alloués :  | Matthew Villalta (Greyhounds de Sault Ste. Marie)      |
| Trophée Dan-Snyder, remis au joueur ayant démontré la meilleure implication auprès de sa communauté : | Garrett McFadden (Storm de Guelph)                     |
| Trophée William-Hanley, remis au joueur ayant le meilleur esprit sportif :                            | Nick Suzuki (Attack d'Owen Sound)                      |
| Trophée Leo-Lalonde, remis au meilleur joueur sur-âgé :                                               | Darren Raddysh (Otters d'Érié)                         |
| Trophée Bobby-Smith, remis au meilleur joueur étudiant :                                              | Sasha Chmelevski (67's d'Ottawa)                       |
| Trophée Roger-Neilson, remis au meilleur joueur Universitaire :                                       | Stephen Gibson (Steelheads de Mississauga)             |
| Trophée Ivan-Tennant, remis au meilleur joueur de niveau High School :                                | Quinn Hanna (Storm de Guelph)                          |
| Trophée Mickey-Renaud, remis au meilleur capitaine :                                                  | Michael Webster (Colts de Barrie)                      |
| Trophée Tim Adams :                                                                                   | Mike Petizian (Reps de Mississauga)                    |
| Trophée Wayne-Gretzky 99, remis au meilleur joueur en série éliminatoire :                            | Warren Foegele (Otters d'Érié)                         |